# جزر سوان
جزر سوان (بالإنجليزية: Swan Islands) وإسمها بالإسبانية جزر سانتانيا (بالإسبانية: Islas Santanilla) هي حلقة من 3 جزر في شمال غرب البحر الكاريبي وتبلغ مساحتها حوالي 153 كلم مربع وتتبع لهندوراس، في يناير 2018 ضربها زلزال بقوة 7.6 ريختر أعتبر الأقوى بتاريخها.